# 100 mètres féminin aux championnats du monde d'athlétisme 2022
Pour des articles plus généraux, voir Championnats du monde d'athlétisme 2022 et 100 mètres aux championnats du monde d'athlétisme.
Navigation
Doha 2019 Budapest 2023
L'épreuve du 100 mètres féminin des championnats du monde de 2022 se déroule les 16 et 17 juillet 2022 au sein du stade Hayward Field à Eugene, aux États-Unis.

## Records et performances

### Records
Les records du 100 m femmes (mondial, des championnats et par continent) étaient avant les championnats 2022 les suivants :
| Record du monde          | Florence Griffith Joyner | 10 s 49 | Indianapolis, États-Unis | 16 juillet 1988 |
| Record des championnats  | Marion Jones             | 10 s 70 | Séville, Espagne         | 22 août 1999    |
| Record d'Europe          | Christine Arron          | 10 s 73 | Budapest, Hongrie        | 19 août 1998    |
| Record d'Afrique         | Murielle Ahouré          | 10 s 78 | Montverde, États-Unis    | 11 juin 2016    |
| Record d'Asie            | Li Xuemei                | 10 s 79 | Shanghai, Chine          | 18 octobre 1997 |
| Record d'Amérique du Sud | Rosângela Santos         | 10 s 91 | Londres, Grande-Bretagne | 6 août 2017     |
| Record d'Océanie         | Zoe Hobbs                | 10 s 97 | Sydney                   | 11 mars 2023    |

### Meilleures performances de l'année 2022
Les dix athlètes les plus rapides de l'année sont, avant les championnats, les suivantes. 
| 1  | Shelly-Ann Fraser-Pryce | Jamaïque     | 10 s 67 | Nairobi    | 7 mai 2022    |
| 1  | Shericka Jackson        | Jamaïque     | 10 s 77 | Kingston   | 24 juin 2022  |
| 3  | Elaine Thompson-Herah   | Jamaïque     | 10 s 79 | Eugene     | 28 mai 2022   |
| 4  | Julien Alfred           | Sainte-Lucie | 10 s 81 | Lubbock    | 14 mai 2022   |
| 4  | Aleia Hobbs             | États-Unis   | 10 s 81 | Eugene     | 24 juin 2022  |
| 6  | Melissa Jefferson       | États-Unis   | 10 s 82 | Eugene     | 24 juin 2022  |
| 7  | Sha'Carri Richardson    | États-Unis   | 10 s 85 | New York   | 12 juin 2022  |
| 8  | Cambrea Sturgis         | États-Unis   | 10 s 87 | Greensboro | 23 avril 2022 |
| 8  | Twanisha Terry          | États-Unis   | 10 s 87 | Eugene     | 24 juin 2022  |
| 10 | Tamara Clark            | États-Unis   | 10 s 88 | Eugene     | 24 juin 2022  |

## Critères de qualification
Le minima de qualification est fixé à 11 s 15, la période de qualification est comprise entre le 27 juin 2021 et le 26 juin 2022.

## Médaillées
| Or                      | Argent           | Bronze                |
| Shelly-Ann Fraser-Pryce | Shericka Jackson | Elaine Thompson-Herah |

## Résultats

### Finale
| Rang               | Couloir | Athlète                 | Pays          | Temps   | Notes |
| ------------------ | ------- | ----------------------- | ------------- | ------- | ----- |
| Médaille d'or      | 6       | Shelly-Ann Fraser-Pryce | Jamaïque      | 10 s 67 | CR    |
| Médaille d'argent  | 3       | Shericka Jackson        | Jamaïque      | 10 s 73 | PB    |
| Médaille de bronze | 4       | Elaine Thompson-Herah   | Jamaïque      | 10 s 81 |       |
| 4                  | 7       | Dina Asher-Smith        | Royaume-Uni   | 10 s 83 | =NR   |
| 5                  | 1       | Mujinga Kambundji       | Suisse        | 10 s 91 |       |
| 6                  | 8       | Aleia Hobbs             | États-Unis    | 10 s 92 |       |
| 7                  | 5       | Marie-Josée Ta Lou      | Côte d'Ivoire | 10 s 93 |       |
| 8                  | 2       | Melissa Jefferson       | États-Unis    | 11 s 03 |       |

### Demi-finales
Les 2 premières de chaque demi-finale (Q) plus les 2 meilleurs temps (q) se qualifient pour la finale.
| Rang | Série | Athlète                 | Nationalité       | Temps   | Notes |
| ---- | ----- | ----------------------- | ----------------- | ------- | ----- |
| 1    | 2     | Elaine Thompson-Herah   | Jamaïque          | 10 s 82 | Q     |
| 2    | 1     | Shericka Jackson        | Jamaïque          | 10 s 84 | Q     |
| 3    | 2     | Marie-Josée Ta Lou      | Côte d'Ivoire     | 10 s 87 | SB, Q |
| 4    | 1     | Dina Asher-Smith        | Royaume-Uni       | 10 s 89 | Q     |
| 5    | 2     | Melissa Jefferson       | États-Unis        | 10 s 92 | q     |
| 6    | 3     | Shelly-Ann Fraser-Pryce | Jamaïque          | 10 s 93 | Q     |
| 7    | 3     | Aleia Hobbs             | États-Unis        | 10 s 95 | Q     |
| 8    | 2     | Mujinga Kambundji       | Suisse            | 10 s 96 | q     |
| 9    | 3     | Daryll Neita            | Royaume-Uni       | 10 s 97 |       |
| 10   | 2     | Anthonique Strachan     | Bahamas           | 10 s 98 | PB    |
| 11   | 1     | Twanisha Terry          | États-Unis        | 11 s 04 |       |
| 12   | 2     | Ewa Swoboda             | Pologne           | 11 s 08 |       |
| 13   | 3     | Gina Lückenkemper       | Allemagne         | 11 s 08 |       |
| 14   | 3     | Zoe Hobbs               | Nouvelle-Zélande  | 11 s 13 |       |
| 15   | 2     | Ge Manqi                | Chine             | 11 s 13 |       |
| 16   | 1     | Nzubechi Grace Nwokocha | Nigeria           | 11 s 16 |       |
| 17   | 1     | Aminatou Seyni          | Niger             | 11 s 21 |       |
| 18   | 3     | Michelle-Lee Ahye       | Trinité-et-Tobago | 11 s 24 |       |
| 19   | 1     | Kemba Nelson            | Jamaïque          | 11 s 25 |       |
| 20   | 1     | Murielle Ahouré-Demps   | Côte d'Ivoire     | 11 s 25 |       |
| 21   | 3     | Zaynab Dosso            | Italie            | 11 s 28 |       |
| 22   | 2     | Edidiong Odiong         | Bahreïn           | 11 s 56 |       |
| -    | 1     | Julien Alfred           | Sainte-Lucie      | DQ      | DQ    |
| -    | 3     | Tynia Gaither           | Bahamas           | DQ      | DQ    |

### Séries
Les 3 premiers de chaque série (Q) plus les 6 meilleurs temps (q) se qualifient les demi-finales.
| Rang | Série | Athlète                 | Nationalité                | Temps   | Notes |
| ---- | ----- | ----------------------- | -------------------------- | ------- | ----- |
| 1    | 5     | Dina Asher-Smith        | Royaume-Uni                | 10 s 84 | SB, Q |
| 2    | 2     | Shelly-Ann Fraser-Pryce | Jamaïque                   | 10 s 87 | Q     |
| 3    | 4     | Marie-Josée Ta Lou      | Côte d'Ivoire              | 10 s 92 | SB, Q |
| 4    | 4     | Twanisha Terry          | États-Unis                 | 10 s 95 | Q     |
| 4    | 2     | Daryll Neita            | Royaume-Uni                | 10 s 95 | SB, Q |
| 6    | 7     | Mujinga Kambundji       | Suisse                     | 10 s 97 | Q     |
| 7    | 1     | Shericka Jackson        | Jamaïque                   | 11 s 02 | Q     |
| 8    | 7     | Melissa Jefferson       | États-Unis                 | 11 s 03 | Q     |
| 9    | 6     | Aleia Hobbs             | États-Unis                 | 11 s 04 | Q     |
| 10   | 5     | Julien Alfred           | Sainte-Lucie               | 11 s 05 | Q     |
| 11   | 7     | Ewa Swoboda             | Pologne                    | 11 s 07 | Q     |
| 12   | 1     | Zoe Hobbs               | Nouvelle-Zélande           | 11 s 08 | AR, Q |
| 13   | 1     | Anthonique Strachan     | Bahamas                    | 11 s 08 | Q     |
| 14   | 2     | Gina Lückenkemper       | Allemagne                  | 11 s 09 | Q     |
| 15   | 5     | Aminatou Seyni          | Niger                      | 11 s 09 | Q     |
| 16   | 4     | Kemba Nelson            | Jamaïque                   | 11 s 10 | Q     |
| 17   | 3     | Elaine Thompson-Herah   | Jamaïque                   | 11 s 15 | Q     |
| 18   | 2     | Tynia Gaither           | Bahamas                    | 11 s 16 | q     |
| 19   | 3     | Nzubechi Grace Nwokocha | Nigeria                    | 11 s 16 | Q     |
| 20   | 5     | Murielle Ahouré         | Côte d'Ivoire              | 11 s 16 | q     |
| 21   | 2     | Ge Manqi                | Chine                      | 11 s 17 | q     |
| 22   | 6     | Michelle-Lee Ahye       | Trinité-et-Tobago          | 11 s 18 | Q     |
| 23   | 5     | Vitória Cristina Rosa   | Brésil                     | 11 s 20 |       |
| 24   | 1     | Imani-Lara Lansiquot    | Royaume-Uni                | 11 s 24 |       |
| 25   | 1     | Liang Xiaojing          | Chine                      | 11s 25  |       |
| 26   | 3     | Zaynab Dosso            | Italie                     | 11 s 26 | Q     |
| 27   | 3     | Joella Lloyd            | Antigua-et-Barbuda         | 11 s 27 |       |
| 28   | 6     | Edidiong Odiong         | Bahreïn                    | 11 s 28 | Q     |
| 29   | 3     | Diana Vaisman           | Israël                     | 11 s 29 |       |
| 30   | 7     | Bree Masters            | Australie                  | 11 s 29 | PB    |
| 31   | 5     | Alexandra Burghardt     | Allemagne                  | 11 s 29 | SB    |
| 32   | 4     | Carina Horn             | Afrique du Sud             | 11 s 29 |       |
| 33   | 7     | María Pérez             | Espagne                    | 11 s 30 |       |
| 34   | 6     | Khamica Bingham         | Canada                     | 11 s 30 |       |
| 35   | 4     | Géraldine Frey          | Suisse                     | 11 s 30 |       |
| 36   | 4     | Patrizia Van der Weken  | Luxembourg                 | 11 s 34 |       |
| 37   | 6     | Ajla Del Ponte          | Suisse                     | 11 s 41 |       |
| 38   | 7     | Lorène Bazolo           | Portugal                   | 11 s 44 |       |
| 39   | 3     | Crystal Emmanuel        | Canada                     | 11 s 48 |       |
| 40   | 6     | Jasmine Abrams          | Guyana                     | 11 s 55 |       |
| 41   | 1     | Olga Safronova          | Kazakhstan                 | 11 s 65 |       |
| 42   | 2     | Fatmata Awolo           | Sierra Leone               | 11 s 77 |       |
| 43   | 1     | Mudhawi Alshammari      | Koweït                     | 11 s 91 |       |
| 44   | 2     | Amya Clarke             | Saint-Christophe-et-Niévès | 11 s 98 |       |
| 45   | 5     | Hereiti Bernardino      | Polynésie française        | 12 s 90 | SB    |
| 46   | 6     | Zarinae Sapong          | Îles Mariannes du Nord     | 12 s 98 | PB    |
| 47   | 7     | Jovita Arunia           | Îles Salomon               | 13 s 15 | PB    |
| 48   | 3     | Yasmeen Aldabbagh       | Arabie saoudite            | 13 s 21 |       |
| 49   | 4     | Ka'alieena Bien         | Îles Marshall              | 14 s 71 | PB    |

## Légende
Records et Performances
- AR : Record continental (area record)
- CR : Record des championnats (championship record)
- MR : Record du meeting (meet record)
- NR : Record national (national record)
- OR : Record olympique (olympic record)
- PR : Record paralympique (paralympic record)
- PB : Record personnel (personal best)
- SB : Meilleure performance personnelle de la saison (season's best)
- WL : Meilleure performance mondiale de l'année (world leader)
- WJR : Record du monde junior (world junior record)
- WR : Record du monde (world record)

Circonstances et Conditions
- DNF : N'a pas terminé (did not finish)
- DNS : N'a pas pris le départ (did not start)
- DQ : Disqualification (disqualification)
- NM : Aucun essai valable enregistré (No Mark)
- Q : Qualifié « directement » au prochain tour (ou à la prochaine compétition), lors d'une compétition majeure, grâce au classement ou à la réalisation des minima (automatic qualifier)
- q : Qualifié au prochain tour (ou à la prochaine compétition), lors d'une compétition majeure, grâce au repêchage ou à la réalisation de l'une des meilleures performances parmi celles des « non qualifiés directement » (grâce au meilleur temps ou à la meilleure distance par exemple) (secondary qualifier)